# Corgatha argentisparsa
Corgatha argentisparsa är en fjärilsart som beskrevs av George Francis Hampson 1895. Corgatha argentisparsa ingår i släktet Corgatha och familjen nattflyn. Inga underarter finns listade i Catalogue of Life.